# Grotte (Schiff)
Die Grotte ist eine Doppelendfähre der dänischen Reederei Fanølinjen.

## Geschichte
Das Schiff wurde unter der Baunummer 145 auf der dänischen Werft Hvide Sande Skibs & Baadebyggeri in Hvide Sande gebaut. Der Schiffskörper wurde von Finomar in Stettin zugeliefert (Baunummer 754). Der Bau der Hülle wurde am 24. April 2020 begonnen. Die Kiellegung erfolgte am 27. Mai 2020, der Stapellauf im Januar 2021. Anschließend wurde der Rohbau zur Hvide Sande Skibs & Baadebyggeri geschleppt.
Die Fähre verkehrt zwischen Esbjerg und Fanø.
Der Name des Schiffes geht zurück auf eine Sage der nordischen Mythologie, die beispielsweise in der Dichtung Gróttasöngr (Grottenlied) erzählt wird. Grótti war darin der Name einer Mühle, die mahlen konnte, was immer der Bediener sich wünschte.

## Technische Daten und Ausstattung
Die Fähre wird von zwei Elektromotoren mit jeweils 375 kW Leistung angetrieben. Die Motoren wirken jeweils auf eine Propellergondel an den beiden Enden der Fähre. Für die Stromversorgung stehen Lithium-Ionen-Akkumulatoren mit einer Kapazität von 1107 kWh zur Verfügung. Die Akkumulatoren werden am Anleger in Esbjerg über eine Ladeeinrichtung mit 2600 kW Leistung geladen.
Das Schiff ist mit einem von einem Dieselmotor mit 450 kW Leistung angetriebenen Generator mit 563 kVA Scheinleistung ausgestattet. Hiermit kann beispielsweise bei einem Ausfall der Stromversorgung durch die Akkumulatoren Strom für die Antriebsmotoren erzeugt werden.
Die Fähre verfügt über ein durchlaufendes Fahrzeugdeck mit vier Fahrspuren. Das Fahrzeugdeck ist im mittleren Bereich von den Decksaufbauten überbaut. Die nutzbare Durchfahrtshöhe auf drei der Fahrspuren beträgt 4,0 m. Die äußere Fahrspur auf einer Seite der Fähre ist mit einem durch Rampen zugänglichen Bereich für Fußgänger und Fahrräder überbaut. Hier beträgt die nutzbare Durchfahrtshöhe 2,0 m. Oberhalb des Fahrzeugdecks befindet sich ein Aufenthaltsraum für die Passagiere. Darüber befindet sich ein offenes Sonnendeck mit Sitzgelegenheiten. Auf einer Seite der Fähre befindet sich ein weiteres Deck unter anderem mit technischen Betriebsräumen. Auf dieses ist das Steuerhaus aufgesetzt.